# Amt Bargteheide-Land
Amt Bargteheide-Land er et amt i det nordlige Tyskland, beliggende under Kreis Stormarn. Kreis Stormarn ligger i delstaten Slesvig-Holsten.
Amtet er beliggende mellem Hamborg og Lübeck, omkring byen Bargteheide, hvor dets administration ligger, men den er ikke en del af amtet.

## Kommuner i amtet
| 1. Bargfeld-Stegen 2. Delingsdorf 3. Elmenhorst 4. Hammoor | 1. Jersbek 2. Nienwohld 3. Todendorf 4. Tremsbüttel |

## Historie
Amtet blev oprettet i 1948 under navnet Amt Bargteheide og bestod da af kommunerne Bargfeld-Stegen, Bargteheide, Delingsdorf, Elmenhorst, Fischbek, Hammoor, Jersbek, Klein Hansdorf, Nienwohld, Timmerhorn og Tremsbüttel fra de tidligere Amtsbezirke Bargteheide og Jersbek.
Efter udskillelsen af Bargteheide 1957 fik det sit nuværende navn. Under den kommunale nyordning i 1970-erne slog kommunerne Jersbek, Klein Hansdorf, Timmerhorn, Elmenhorst og Fischbek sig sammen til storkommunen Elmenhorst. I 1974 blev naboamtet Amt Mollhagen nedlagt, og derfra kom Todendorf under Amt Bargteheide.

## Eksterne kilder og henvisninger
- Amt Bargteheide-Land